# Bara en kvinna
Bara en kvinna är en svensk dramafilm från 1941 i regi av Anders Henrikson. I huvudrollerna ses Karin Ekelund, Anders Henrikson och Arnold Sjöstrand.

## Handling
Ivar Jurén reser, ovetande om att det är hans bröllopsdag, iväg och hustrun Eva som väntar hemma med en supé. En vän till Eva, Maud, övertalar henne att komma på en maskerad hos konstprofessor Stenwall. Väl där går festen över i kortspel om pengar och Eva förlorar pengar som hon lovat maken att använda till en utbetalning dagen efter. Eva erbjuds att få tillbaka sina pengar, men för att hon ska få dem vill Stenwall måla ett porträtt av henne.

## Om filmen
Filmen hade Sverigepremiär den 15 september 1941 på biograf China i Stockholm. Filmen har visats vid ett flertal tillfällen i SVT, bland annat i juni 2019 och september 2021.

## Rollista
- Karin Ekelund – Eva Jurén
- Arnold Sjöstrand – konstprofessorn Tore Stenwall
- Anders Henrikson – Ivar Jurén, Evas man, advokat
- Karin Kavli – Maud Grane, redaktör
- Eva Henning – Anna-Lisa, konstelev
- Hilding Gavle – "Cesar", gäst på maskeraden
- Erik "Bullen" Berglund – advokat Amos Lundbäck
- Marianne Löfgren – fru Törnestad
- Hjördis Petterson – fru Pettersson, Stenwalls hushållerska
- Olav Riégo – kanslirådet Wessman
- Artur Cederborgh – Johansson, gäst på maskeraden
- Eivor Engelbrektsson – Sigrid, Juréns hembiträde
- Mona Mårtenson – journalisten

Mindre, ej kredierade roller i urval
- Willy Peters – Andersson, den åtalade
- Wiktor "Kulörten" Andersson – gäst på maskeraden
- Elsa Ebbesen – Juréns kokerska
- Ragnar Widestedt – häradshövdingen
- Hugo Björne – domare
- Douglas Håge – en fabrikör